# Небитне вредности
У дигиталној електроници термин небитних вредности је улазна секвенца (низ битова) за функцију која пројектанту није битна, такав улаз не би дао никакве промене на излазу. Узимајући у обзир ове улазне небитне вредности, пројектанти могу потенцијално минимизоватни своје функције много више него да су за улаз небитних вредности узете такве вредности да им излаз буде или све 0, или све 1. Примери небитних вредности су бинарне вредности 1010 до 1111 (од 10 до 15 у децималном)за функцију која узима вредности БЦД, јер БЦД вредност никада не узима вредности од 1010 до 1111. Небитне вредности је важно узети у обзир код минимизирања, користећи Карноове карте и Квајн–Макласкијев алгоритам.

## X вредност
„Небитна вредност“ може да се односи на непознату вредност у систему логике са више вредности, у ком случају се може назвати X вредност. У Верилогу, описном језику хардвера, такве вредности су означени словом "X". У ВХДЛ, језику за опис хардвера, такве вредности су означене (у стандардном пакету логике) словом "X" (принуђена непозната) или словом "W" (слаба непозната).
X вредност не постоји у хардверу. У симулацији, X-вредности могу да резултују из два или више извора истовремено управљајући сигналима, или стабилним излазом бистабилног кола, што није постигнуто. У синтетизованом хардверу, међутим, стварна вредност таквог сигнала ће бити или 0 или 1, али неће бити одредиве од улаза у струјно коло.